# جمهورية إفريقيا الجديدة

علم جمهورية أفريقيا الجديدة

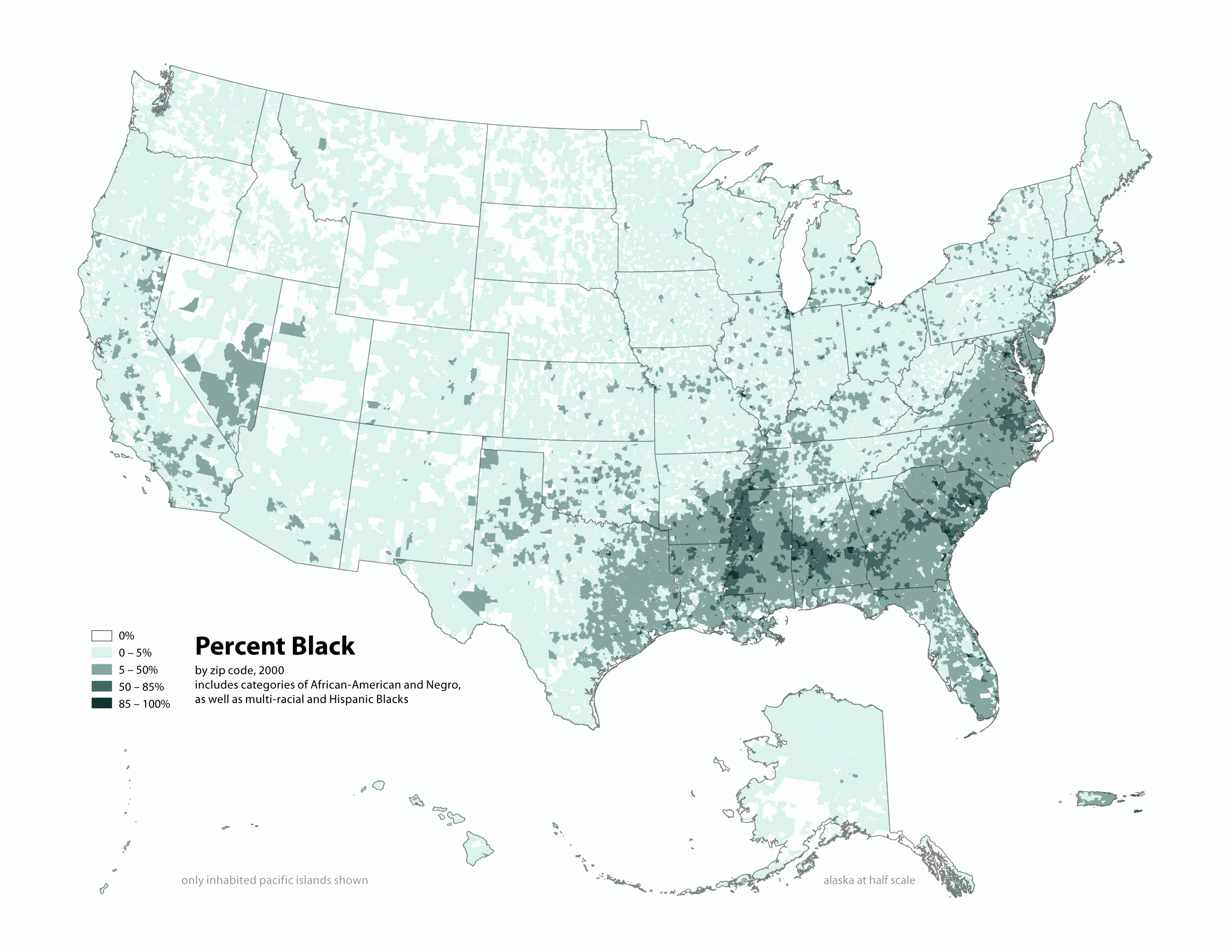
تركز المنطقة المقترحة على المناطق التي تصنف فيها أعلى نسبة من السكان كأحياء سوداء في الولايات المتحدة (2000).

جمهورية أفريقيا الجديدة كانت منظمة قومية سوداء وحركة إنفصالية سوداء شاعتها جماعات التفوق الأسود في الولايات المتحدة تأسست في العام 1968. للمنظمة ثلاثة أهداف:
- إنشاء دولة مستقلة ذات أغلبية سوداء تقع في المنطقة الجنوبية الشرقية، في قلب منطقة السكان السود.
- دفع الحكومة الفدرالية عدة مليارات من الدولارات تعويضات لأحفاد العبيد الأمريكيين من أصل أفريقي عن الأضرار التي لحقت بالأفارقة وأحفادهم عن طريق استعباد الكتمان، وقوانين جيم كرو، وأشكال العنصرية المعاصرة.
- استفتاء جميع الأمريكيين الأفارقة لتحديد رغبتهم في الحصول على الجنسية؛ يقول قادة الحركة إنهم لم يحصلوا على خيار في هذا الأمر بعد التحرر في العام 1865 عقب الحرب الأهلية الأمريكية.

نُشرت رؤية هذا البلد لأول مرة من قبل جمعية مالكوم إكس في 31 مارس 1968 في مؤتمر الحكومة السوداء الذي عقد في ديترويت بميشيغان. قام المشاركون في المؤتمر بصياغة دستور وإعلان الاستقلال. [من؟] تدعي المنظمة أن أنصارها من خمس ولايات جنوبية: لويزيانا ومسيسيبي وألاباما وجورجيا وكارولينا الجنوبية ومن المقاطعات ذات الأغلبية السوداء المتاخمة لهذه المنطقة في أركنساس وتكساس وكارولينا الشمالية وتينيسي وفلوريدا.

## أعضاء بارزين
- روبرت أف. ويليامز، قومي أسود انتخب كأول رئيس لجمهورية أفريقيا الجديدة.[4]
- ميلتون هنري، معروف أيضًا باسم «براذر جايداي أوباديل»، أحد المؤسسين الأساسيين لجمهورية أفريقيا الجديدة. تم انتخابه كأول نائب لرئيس الإدارة التأسيسية في عام 1968.[4]
- بيتي شباز، أرملة مالكولم إكس، أُنتخبت كنائب ثاني لرئيس الإدارة الأولى في العام 1968 بجانب ويليامز وهنري.[4]
- تشوكوي لومومبا، الذي كان يُعرف في السابق باسم إدوين فينلي تاليافرو من ديترويت، أُنتخب نائبًا ثانيًا للرئيس في العام 1971. وأصبح فيما بعد محاميًا يعمل في ميشيغان وميسيسيبي في الدفاع العام. بعد استقراره في جاكسون بميسيسيبي أُنتخب لمجلس المدينة هناك. في العام 2013 أُنتخب عمدةً حيث توفي في فبراير 2014 لأسباب طبيعية.

### قادة
- روبرت أف. ويليامز، الرئيس في المنفى (1968-1971)
- إيماري أوباديل، رئيس (1971-1991)
- دارا أبو بكر، الرئيس بالنيابة (1975-1980)
- كوامي أفوه (1994-2000)
- ديميتري مارشال (2000-2002)
- أوكالي مويندو (2002-2005)
- ألفين هـ. براون